# Dave Hlubek
David Lawrence Hlubek (28. srpen 1951, Jacksonville, Florida, USA – 3. září 2017) byl frontman, kytarista a zakládající člen jižanské rockové skupiny Molly Hatchet (1971), se kterou hrál až do konce svého života (s prestávkou v letech 1987 až 2005).